# Света Богородица Перивлепта
„Света Богородица Перивлепта“ или Перивлептос, наричана „Свети Климент“ (на македонска литературна норма: „Света Богородица Перивлепта“), е средновековна православна църква от XIII век в град Охрид, Северна Македония, втори катедрален храм на Охридската архиепископия (XV-XVIII век). Църквата е под управлението на Дебърско-Кичевската епархия на Македонската православна църква – Охридска архиепископия.

## История
Ктиторският надпис на гръцки над западния вход на нартекса гласи, че църквата е издигната в 1295 година от византийския аристократ, вероятно от албански произход, Прогон Сгур, роднина на император Андроник II Палеолог.
| „ | Ἀνηγέρθη ὁ θεῖος καἱ πάνσεπτος ναὸς οὕτος τῆς πανυπεραγίου δεσποίνης ἡμῶν θεοτόκου τῆς περιβλέπτου. διὰ συνδρομἢς κ(αὶ) ἐξόδου καρίου Προγόνου τοῦ Σγούρου μεγάλου. ἑταιριάρχου κ(αὶ) τῆς αυζύγου αὐτοῦ κυρ(ᾶς) Εὐδοκίας κ(αὶ) γαμβροῦ τοῦ κρατίστου κ(αὶ) ἁγίου ἡμῶν αὐτοκ(ράτορος) βασιλέως. ἐπὶ τῆς βασιλείας τοῦ εὐσεβεστάτου βασιλέως κ(αὶ) αὐτοκράτορος Ρωμαίων Ἀνδρονίκου τοῦ Παλαιολόγου κ(αὶ) Εἰρήνης τῆς εὐσεβεστάτης αὐγούστης. ἀρχιερατεύοντος δὲ Μακαρίου τοῦ παναγιωτάτου ἀρχιεπισκόπου τῆς πρώτης Ἰουστινιανῆς κ(αὶ) πάσης Βουλγαρίας ἐπὶ ἔτους ͵ϚΩΓ ἰνδ(ικτιῶνος) β'. | “ |

| „ | Вдигна се този божествен и всечестен храм на всепресветата владичица наша Богородица Перивлепта, със съдействието и разходите на господин Прогон Сгур, велик етериарх и на съпругата му госпожа Евдокия, зет на силния и свещен наш самодържец на ромеите Андроник Палеолог и на благочестивейшата му съпруга Ирина. При архиерейството на Макарий, всесветейши архиепископ на Първа Юстиниана и цяла България в г. 6803, индикт 2-ри. | “ |

През 1365 година до северната страна, а в неизвестна година – и от южната страна на олтара са пристроени два параклиса. Над вратата на северното крило има друг гръцки надпис:
| „ | Ἀνηγέρθη καὶ ἀνιστορίθη ὁ θεῖος καὶ πάνςεπτος ναὸς. τοῦ ἐν ἁγιοις πατρὸς ἡμῶν ἀρχιεπισκόπου Κωνσταντινουπόλεως Γρηγορίου τοῦ θεολόγου. διὰ συνδρομῆς καὶ ἐξόδου τοῦ πανιεροτάτου ἐπισκόπου Διαβόλεως Γρηγορίου ἢτοι Σελασφόρου. ἐπὶ τῆς βασιλείας Στεφάνου τοῦ Οὐρέσι. ἀρχιερατεύοντος δὲ τῆς πρώτης Ἰουστινιανῆς τοῦ πανιερωτάτου ἀρχιεπισκόπου Γρηγορίου. ἐπὶ ἔτους ͵ϚΩΟΓ ἰνδ(ικτιῶνος) ιγ'. | “ |

| „ | Вдигна се и изписа този божествен и всечестен храм на нашия между светците отец архиепископ цариградски Григорий Богослов със съдействието и разходите на преосвещения епископ на Девол, тоест Селасфор, Григорий, в царуването на Стефан Урош. При архиерейството на Григорий, преосвещен архиепископ на Първа Юстиниана. В година 6873, индикт 13-ти. | “ |

След османското завоевание и разрушаването на църквата „Свети Пантелеймон“ мощите на Климент Охридски са преместени в „Света Богородица Перивлепта“ и храмът получава паралелното име „Свети Климент“ или Големата църква. След като и „Света София“ е превърната в джамия, „Света Богородица Перивлепта“ става катедрален храм на Охридската архиепископия, а след нейното закриване през 1767 година - на Охридската митрополия. В нея е пренесена църковната утвар от „Света София“ както и голямата патриаршеска библиотека, която не е запазена. До църквата са изградени манастирски конаци и патриаршески дворец, които изгарят през 1862 година.

## Архитектура
Специфичното решение на вътрешното пространство на сградата, както и характерният градежен опус на сградата с богата керамопластична украса позволяват църквата да се брои сред редките византийски паметници от втората половина на XIII век. Архитектурата на църквата има забележителна прилика с тази на Червената църква във Вургарели, Епир и според някои изследователи двете църква са дело на едни и същи майстори.
В основата си църквата е вписан кръст в правоъгълно пространство с купол, опиращ се на четири стълба. Олтарното пространство на фасадата е подчертано с тристранна апсида и с богата керамопластична украса. Притворът е построен през същия период като наоса и е засводен с кръстати сводове и сляп купол, поставен централно върху свода. В средата на XIV век от северната и южната страна са доизградени параклиси и открит трем, който по-късно са затворен. Градежът е от тухли и бигор с варов хоросан, като е постигната умела композиция и полихромия.

## Живопис
Стенописната украса е богата на теми със скрити иконографски значения. Художниците оставят десет подписа и стенописите са първите автентични произведения на Михаил и Евтихий и най-старите представители на така наречения Палеологов ренесанс, последното голямо достижение на византийското изкуство.
Царските двери в църквата са от средата XVI век и са дело на изтъкната художествена работилница, действала на територията на Охридската архиепископия. Те се намират днес в Националния исторически музей в София. Други произведения от същата работилница са царските двери на „Свети Пантелеймон“, дверите от „Големи Свети Врачи“ - днес на иконостаса на „Света Богородица Перивлепта“, дверите от неидентифицирана църква в Охрид - днес в Националния музей в Белград, дверите в „Свети Никола“, дверите от „Свети Георги“ в Горна Влашка махала в Охрид и дверите от „Свети Никола“ в Присовяни.

## Галерия
- Църквата отстрани
- Фреска на Константин Кавасила
- Икона на Свети Климент от църквата
- Икона на Свети Наум от църквата
- Надгробна плоча на митрополит Методий
- Подеа, коприна и сърма, извезана със злато от църквата, XIII век. Експонат на НИМ, София